# Dél-csehországi kerület
A Dél-csehországi kerület (csehül Jihočeský kraj, 2001-ig Budějovicei kerület) közigazgatási egység Csehország déli részén. Járások száma 7, községek száma 623. Székhelye České Budějovice. Lakosainak száma 654 505 fő (2024. január 1.).

## Földrajz
Nyugatról az óramutató járásával megegyező irányba a Plzeňi kerület, a Közép-csehországi kerület, a Vysočina kerület és a Dél-morvaországi kerület határolja. Dél felől Alsó-Ausztriával és Felső-Ausztriával (Ausztria) valamint Bajorországgal (Németország) szomszédos.
Északon a Közép-cseh-dombvidék, északkeleten a Cseh–Morva-dombság, középen a České Budějovice-i medence,  délkeleten a Třeboňi-medence, délnyugaton pedig a Šumava hegyvidék találhatók.
A kerület legnagyobb része a Moldva vízgyűjtőjéhez tartozik, csak egy kis rész keleten a Thayáéhoz (csehül Dyje). A Moldva kisebb mellékfolyói a térségben még a Lužnice, az Otava és a Blanice és a Malše. Számos víztározó épült itt, a legnagyobb közülük a Lipnói-víztározó (48,7 km²) délnyugaton és az Orlíki-víztározó (27,3 km²) északon.

## Járások

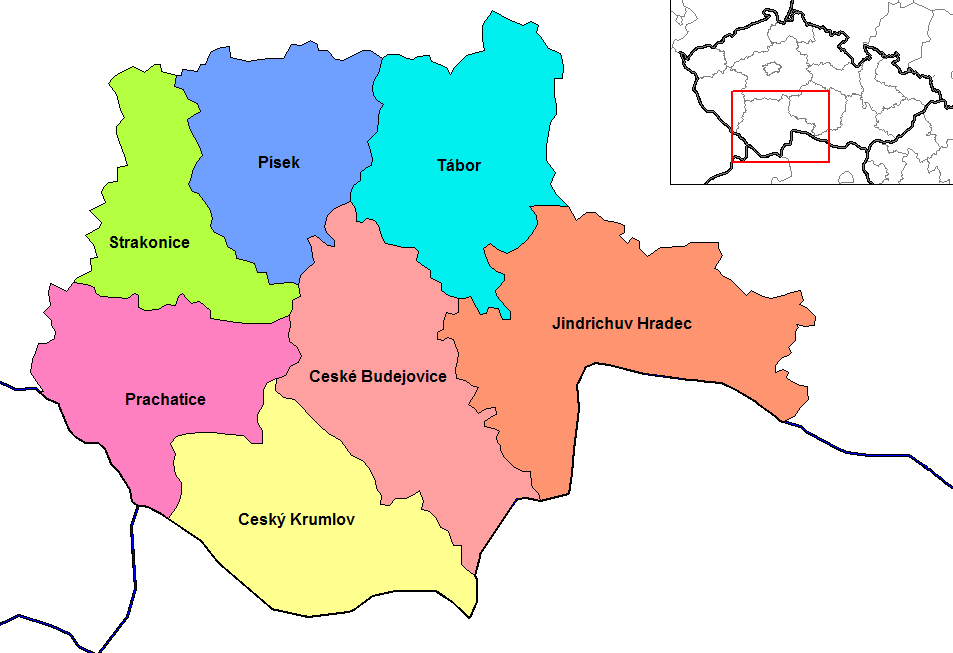
A Dél-csehországi kerület járásai

2005. január 1-től, a legutóbbi kerülethatár-módosítás óta a területe 10 056 km², melyen 7 járás osztozik:
| Név (Cseh név)                                      | Jel | Székhely          | Népesség (fő, 2007) | Terület (km²) | Népsűrűség (fő/km²) | Községek száma |
| --------------------------------------------------- | --- | ----------------- | ------------------- | ------------- | ------------------- | -------------- |
| České Budějovice-i járás (Okres České Budějovice)   | CB  | České Budějovice  | 184 256             | 1 625         | 113                 | 109            |
| Český Krumlov-i járás (Okres Český Krumlov)         | CK  | Český Krumlov     | 61 261              | 1 615         | 38                  | 46             |
| Jindřichův Hradec-i járás (Okres Jindřichův Hradec) | JH  | Jindřichův Hradec | 92 693              | 1 944         | 48                  | 106            |
| Píseki járás (Okres Písek)                          | PI  | Písek             | 70 310              | 1 138         | 62                  | 75             |
| Prachaticei járás (Okres Prachatice)                | PT  | Prachatice        | 51 470              | 1 375         | 37                  | 65             |
| Strakonicei járás (Okres Strakonice)                | ST  | Strakonice        | 70 687              | 1 032         | 68                  | 112            |
| Tábori járás (Okres Tábor)                          | TA  | Tábor             | 102 587             | 1 327         | 77                  | 110            |

## Legnagyobb települések

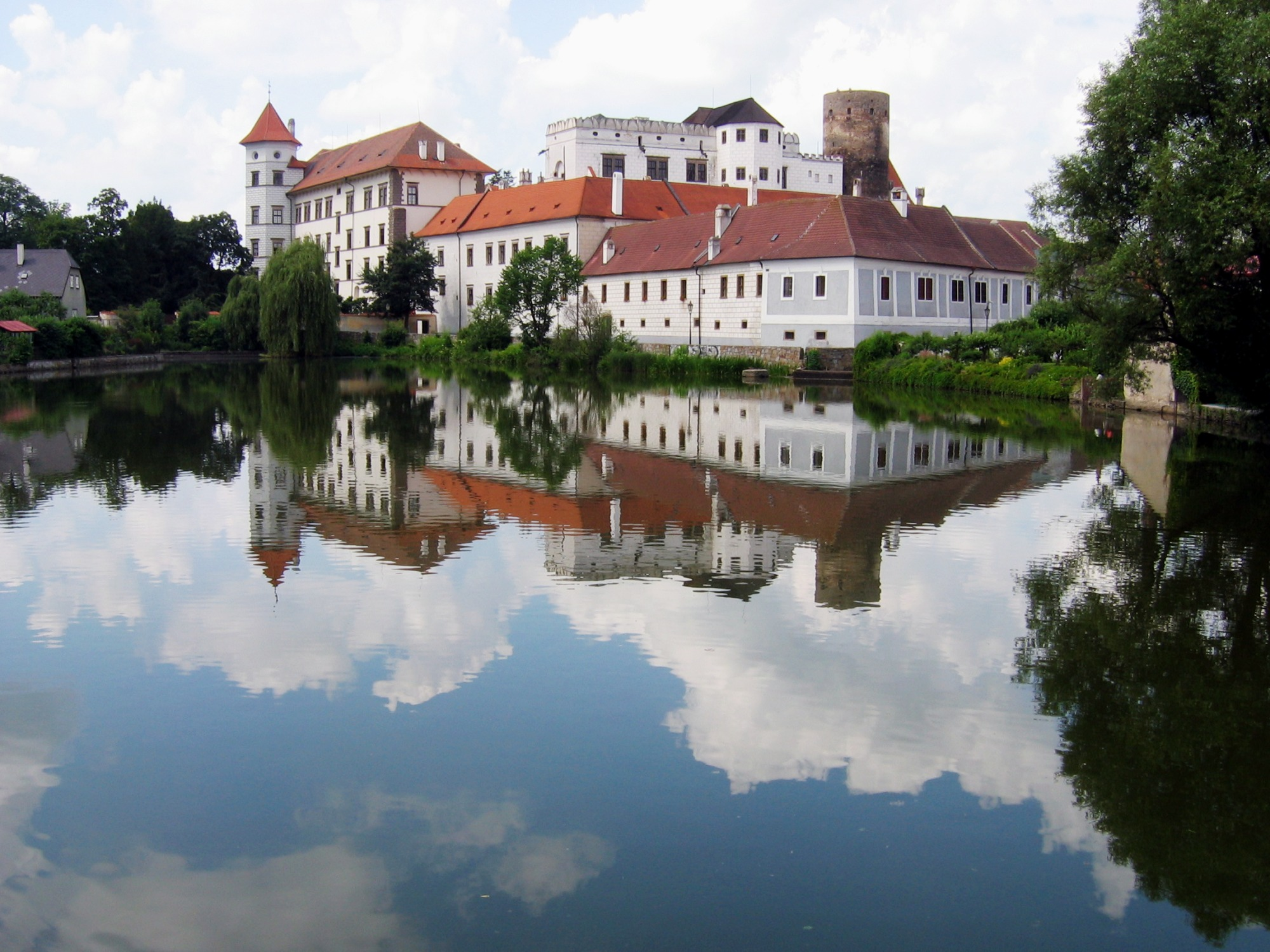
A Jindřichův Hradec-i kastély

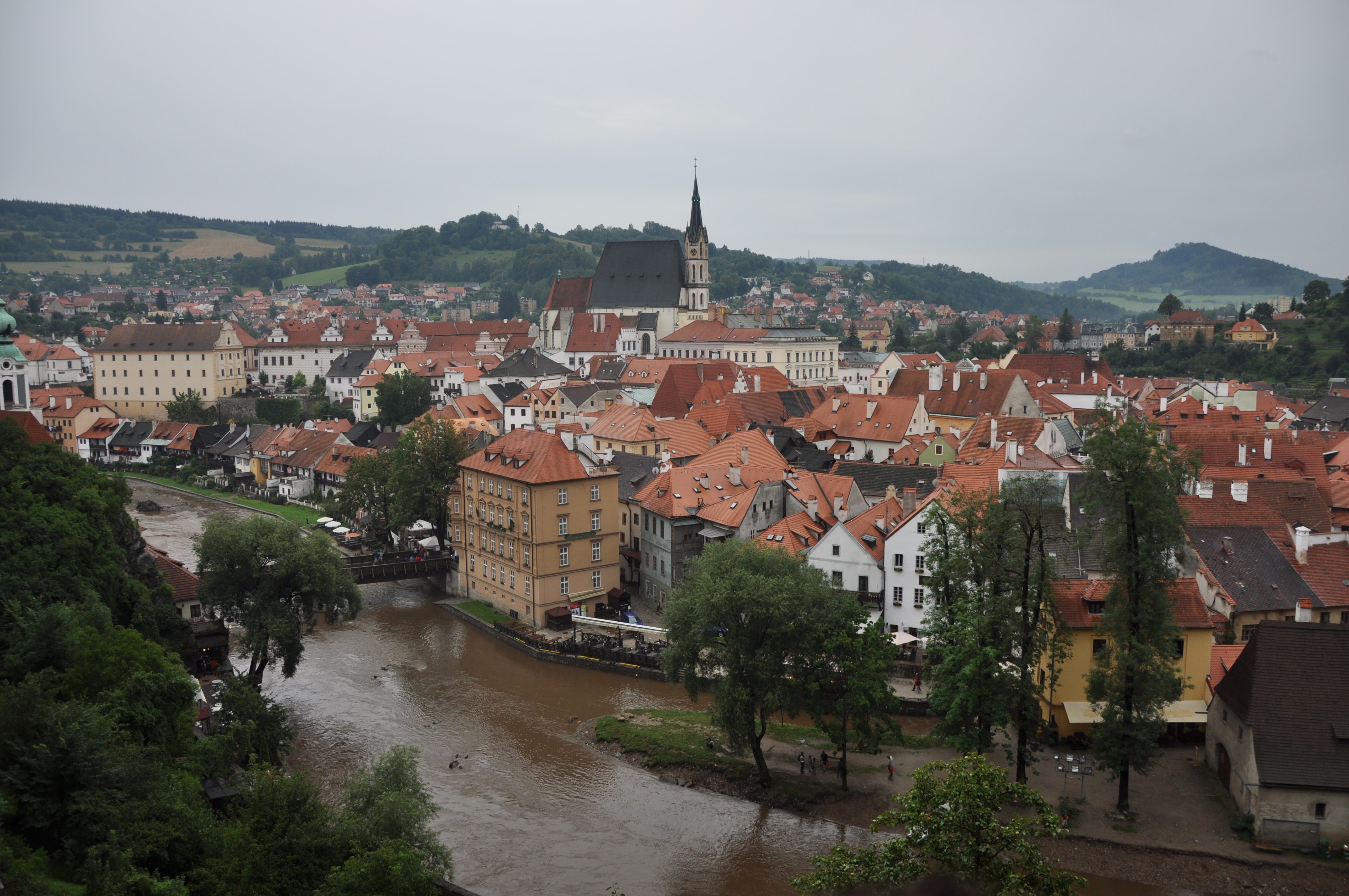
Český Krumlov

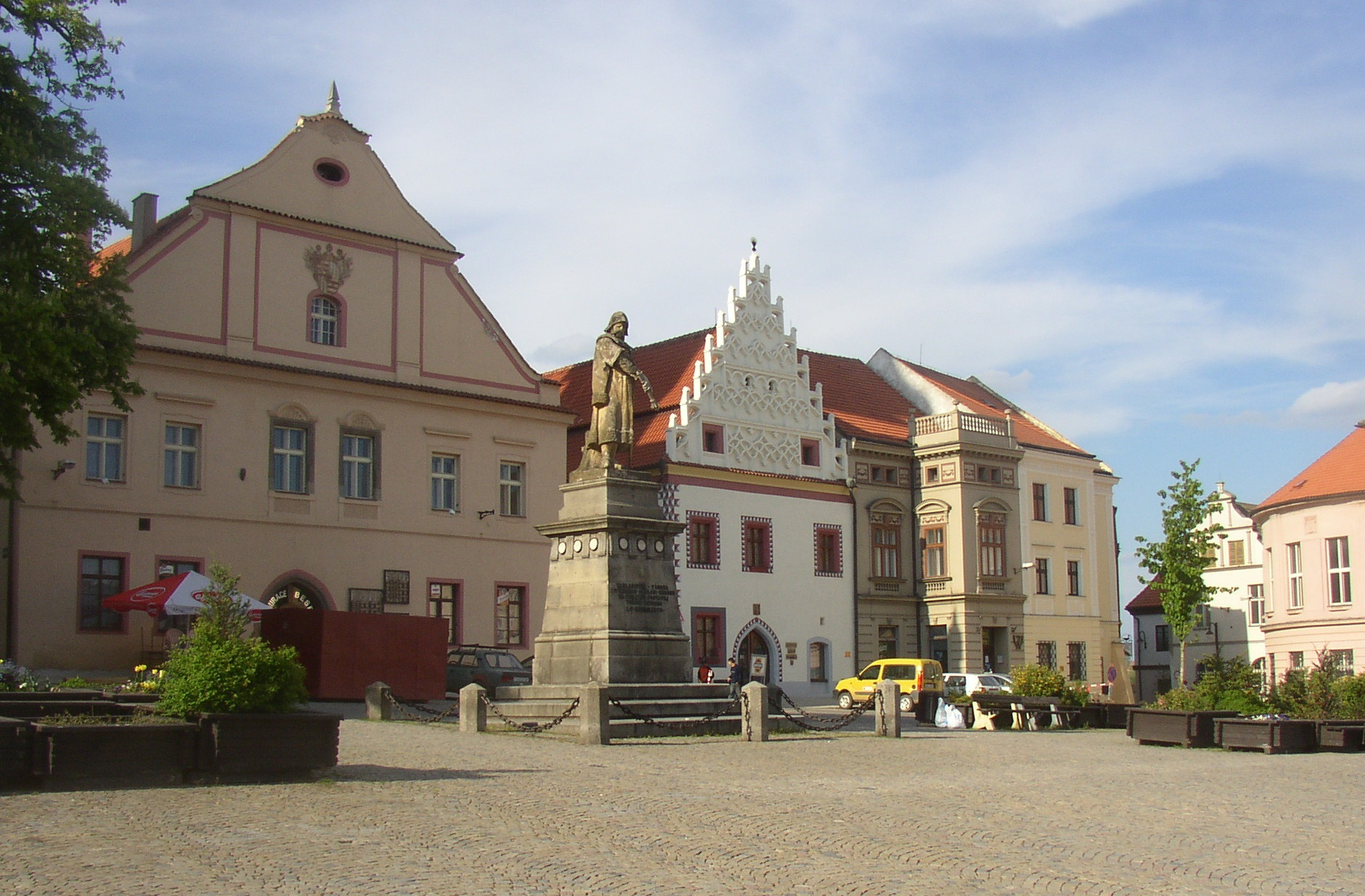
Jan Žižka huszita hadvezér szobra Táborban

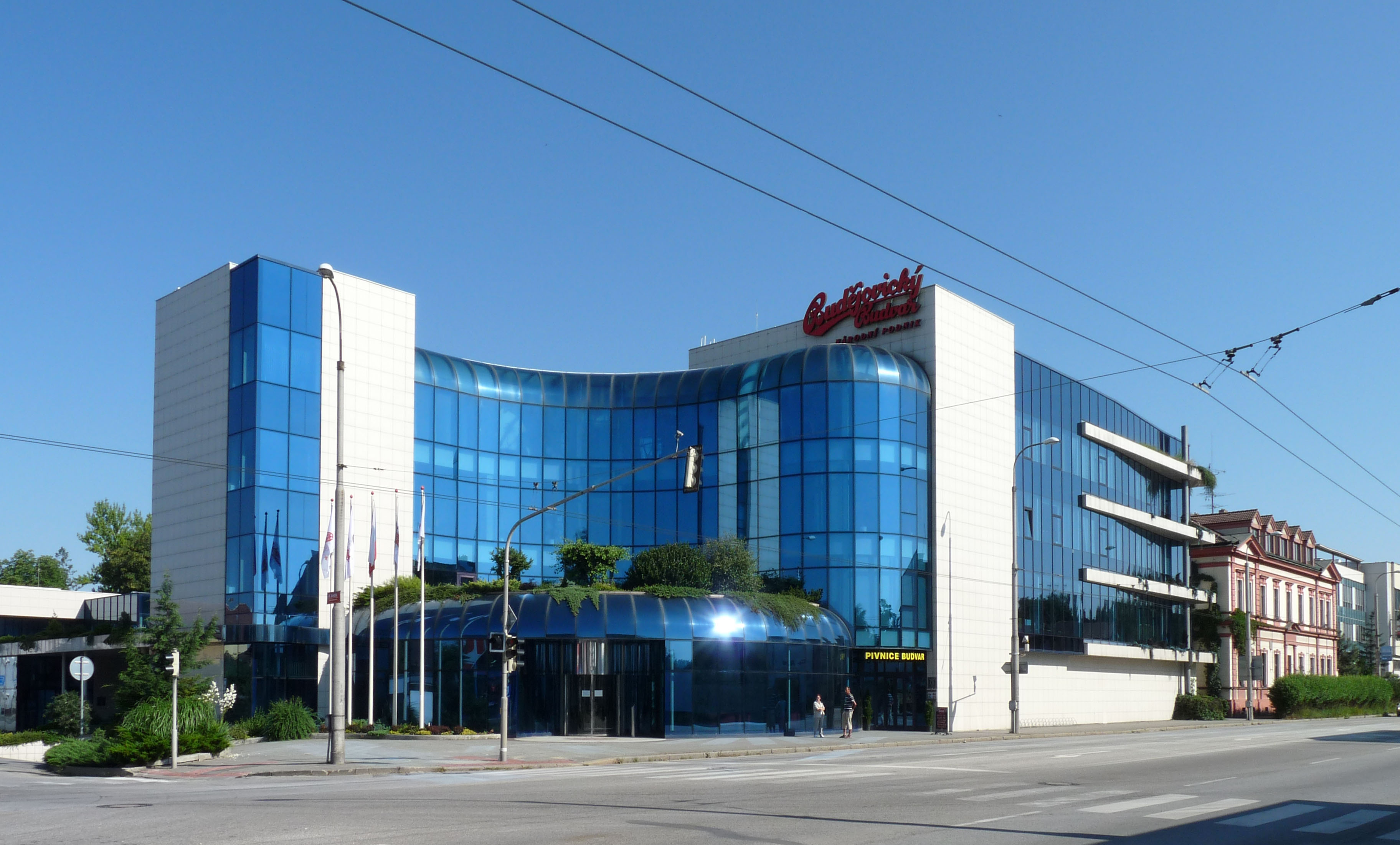
Budweiser sörgyár České Budějovicéban

| Név                | Lakosság (fő, 2005. december 31.) |
| ------------------ | --------------------------------- |
| České Budějovice   | 95 071                            |
| Tábor              | 35 769                            |
| Písek              | 29 898                            |
| Strakonice         | 23 280                            |
| Jindřichův Hradec  | 22 300                            |
| Český Krumlov      | 13 752                            |
| Prachatice         | 11 712                            |
| Milevsko           | 9158                              |
| Třeboň             | 8840                              |
| Týn nad Vltavou    | 8483                              |
| Vimperk            | 7873                              |
| Dačice             | 7848                              |
| Kaplice            | 7310                              |
| Soběslav           | 7304                              |
| Sezimovo Ústí      | 7302                              |
| Vodňany            | 7028                              |
| Blatná             | 6693                              |
| Veselí nad Lužnicí | 6598                              |
| Bechyně            | 5557                              |
| Protivín           | 5065                              |

## Népesség
| Lakosok száma | 637 834 | 638 782 | 640 196 | 642 133 | 644 083 | 631 803 | 637 047 | 652 303 | 654 505 |
|               | 2016    | 2017    | 2018    | 2019    | 2020    | 2021    | 2022    | 2023    | 2024    |

## Fordítás
- Ez a szócikk részben vagy egészben  a   South Bohemian Region című angol Wikipédia-szócikk ezen változatának fordításán alapul.  Az eredeti cikk szerkesztőit annak laptörténete sorolja fel. Ez a jelzés csupán a megfogalmazás eredetét és a szerzői jogokat jelzi, nem szolgál a cikkben szereplő információk forrásmegjelöléseként.
- Ez a szócikk részben vagy egészben  a   Jihočeský kraj című cseh Wikipédia-szócikk ezen változatának fordításán alapul.  Az eredeti cikk szerkesztőit annak laptörténete sorolja fel. Ez a jelzés csupán a megfogalmazás eredetét és a szerzői jogokat jelzi, nem szolgál a cikkben szereplő információk forrásmegjelöléseként.